# منطقة ديمابور
ديمابور رمزها «DI» (بالإنجليزية: Dimapur)‏ ، هو تقسيم إداري لدولة الهند تتبع ولاية ناجالاند (بالإنجليزية: Nagaland)‏ ، مركزها هو مدينة ديمابور (بالإنجليزية: Dimapur)‏ عدد سكانها حسب تعداد سنة 2001 هو 308,382 ، مساحتها 926 كم² وكثافة السكان 333 لكل كم² .